# Poecilopsis buto
Poecilopsis buto là một loài bướm đêm trong họ Geometridae.